# Aktionseinheit
Unter Aktionseinheit versteht man die zeitlich begrenzte Zusammenarbeit zweier oder mehrerer Gruppen der Arbeiterbewegung mit prinzipiell unterschiedlicher Zielrichtung zum Erreichen eines gemeinsamen Zieles. Der Begriff Aktionseinheit wird vor allem in kommunistischen, sozialistischen oder anderen linken Schriften verwendet und bezeichnet dort die Zusammenarbeit zwischen sozialdemokratischen und kommunistischen Parteien und allen demokratischen Kräften des bürgerlichen Lagers.